# 阿拉套广场
阿拉套广场 （[ɑlɑtoː ɑjɑntɯ́]）是吉尔吉斯首都比斯凯克的中央广场。建于1984年以庆祝吉尔吉斯苏维埃社会主义共和国成立60周年，同时在广场中央放置了一尊巨大的列宁雕像。列宁雕像于2003年被移到了城市的另一个小型广场上，取而代之的是一座被称为“自由”的雕像。2011年，为庆祝吉尔吉斯斯坦独立20周年，雕像又被替换为玛纳斯的雕像。
该广场被作为国家活动与庆典的场所。2008年在此举行了世界著名吉尔吉斯作家钦吉斯·艾特玛托夫的纪念典礼。
2005年3月24日，该广场成为了郁金香革命最大的反政府抗议活动的现场。在全国各地数周的骚乱之后，超过15000人在下午聚集以抗议第18届吉尔吉斯国会选举结果。示威者与政府官员发生冲突，致2人死亡，100多人受伤。然而，抗议者很快就控制了广场，并冲进白宫迫使吉尔吉斯首任总统阿斯卡尔·阿卡耶夫逃离该国，后辞去职务。